# Richard P. Stanley
Richard Peter Stanley (New York, 1944. június 23. –) amerikai matematikus.

## Életpályája
A Georgia állambeli Savannah-ban járt gimnáziumba. Egyetemi diplomáját a California Institute of Technology-n
szerezte, PhD fokozatát pedig a Harvard Egyetemen, 1971-ben. A témavezetője Gian-Carlo Rota volt. Témája: Ordered Structures and Partitions. A Massachusetts Institute of Technology és Kalifornia állambeli Berkeleyben a Kaliforniai Egyetem alkalmazta fiatal kutatóként. 1975 óta a Massachusetts Institute of Technology oktatója, 1979 óta professzorként, 2000 óta Norman Levinsonról elnevezett kiemelt professzori státuszban.

## Kutatási területe
A kombinatorika terén alkotott maradandót. A leszámláló kombinatorika világszerte legelismertebb szakértője.
Eredményei nem csak mélyek, hanem szerteágazóak is, fontos tételeket bizonyított a részbenrendezett halmazok, a topologikus kombinatorika, az algebrai kombinatorika és a permutációk kombinatorikája területén is. Leghíresebb az Enumerative Combinatorics című kétkötetes könyve valamint a Combinatorics and Commutative Algebra című munkája. Több mint 150 tudományos publikációja van.

## Diákjai
Richard Stanley 45 doktorandusz témavezetője volt. Ezen doktoranduszok közé tartozik Ira Gessel, Victor Reiner és John Stembridge, valamint három magyar diák, Hetyei Gábor, Bóna Miklós és Mészáros Karola is.

## Díjai, elismerései
- Pólya-díj: 1975
- A National Academy of Sciences a tagjai közé választotta 1995-ben.
- Leroy P. Steele-díj: 2001
- Rolf Schock-díj: 2003

## Magánélete
Richard P. Stanley Boston városának Cambridge nevű elővárosában él. Két felnőtt gyerek, Kenneth és Sharon édesapja.